# José López Fuentes
José López Fuentes (Lorca, 21 de diciembre de 1934-5 de enero de 2016) fue un político socialista español, primer alcalde de Lorca en la actual etapa democrática y consejero en el gobierno de la Región de Murcia en dos ocasiones.

## Biografía
López Fuentes estaba casado y tenía tres hijos. Estudió Industria Textil y se dedicó durante años a trabajos radiofónicos.

## Trayectoria política
En el año 1974 José López Fuentes junto con Cristóbal García Pérez y José Antonio Fernández fundaron el PSOE de Lorca.
En 1979 tomó las riendas del Ayuntamiento de Lorca convirtiéndose en el primer alcalde una vez restaurada la democracia. Tras su paso por la alcaldía fue nombrado consejero de Administración Local e Interior en el gobierno regional de Hernández Ros en junio de 1983 y se mantendría en el cargo hasta abril de 1984.
A pesar de su salida del gobierno con la llegada a la presidencia de la Región de Murcia de Carlos Collado, en 1985 se informa en prensa de que López Fuentes está trabajando en el gabinete del presidente como asesor.
En 1987 vuelve a ser nombrado consejero en el gobierno regional, donde Collado le encomienda la Consejería de Bienestar Social, que había sido creada días antes y cuyas competencias se habían desligado en parte de la Consejería de Sanidad (hasta ese momento denominada como Sanidad, Consumo y Servicios Sociales) y parte de la de Economía, Industria y Comercio. Ocupó este puesto hasta su cese en junio de 1991.